# Thérèse van Ravels
Thérèse (Trees) van Ravels (Hulst, 19 juli 1958 - Antwerpen, 14 mei 1984) kunstschilder, maker van assemblages en objecten.
Dochter van Adriaan Willem Cornelius Maria van Ravels (1923 -1996) en Elisabeth van Breda. Hierdoor komt ze voor in de stamboom Genealogie Van der Herten - Laurijssen. Ze volgde les aan de Stedelijke Academie van Sint-Niklaas (SASK) specialisatie schilderkunst bij Jacques Neve (Sint-Niklaas 22 Februari 1942 - 28 Maart 2023).
Omstreeks 1983 verliet ze Sint-Niklaas en woonde ze in Antwerpen aan het Kattendijkdok. Op 14 mei 1984 overleed ze in tragische omstandigheden te Antwerpen op 25-jarige leeftijd.

## Situering
Thérèse van Ravels werkte oorspronkelijk met acryl op paneel en canvas. Haar werk evolueerde naar een multimediale discipline met ruimtelijke objecten. Ze creëerde haar leefwereld op een zeer persoonlijke en discrete manier. Ze signeerde haar werken nooit, gebruikte geen titels en nam haar toevlucht tot alledaagse voorwerpen die ze soms in transparant polyester inkapselde. Haar werk verkent de notie van breekbaarheid en gebruikt het principe van herhaling. Ze haalde dingen uit hun natuurlijke context en transformeerde ze in een nieuwe realiteit waar esthetiek niet vreemd was. Door haar familiegeschiedenis fascineerde de jacht haar, vooral in de fatale aspecten van de jacht en het schot. Alleen het gewei bleef over.
Haar werk is in privébezit en in de collectie van de Vlaamse Gemeenschap.

## Opleiding
1977 tot 1981: Koninklijke Academie voor Schone Kunsten Antwerpen België en Stedelijke Academie voor Schone Kunsten (SASK) Sint-Niklaas België. Leraar: Jacques Neve.

## Groepstentoonstellingen
- 1979: Cultureel Centrum Den Dullaert, Hulst Nederland.
- 1981: "Actuele Beelding" Internationaal Cultureel Centrum Antwerpen België (Directeur Flor Bex)
- 1981: Galerij Campo Antwerpen België
- 1983: "Marchandises" Montevideo Antwerpen België
- 1983: 'Jonge Kunstenaars uit het Antwerpse' Museum d'Hondt-Daenens, Deurle België

## Individuele tentoonstelling
1982Internationaal Cultureel Centrum Antwerpen België (31 maart tot 22 april 1982)

## Recensie dra. Phil Mertens, 1984
Het werk van Thérèse van Ravels is verwondering en vervreemding, ontstaan uit de confrontatie met een realiteit waar we geen oog voor hadden. Geselecteerd in hun triviale verschijning misleiden deze vormen immers onze eigen werkelijkheid en worden de gigantische getuigen van het "jenseits" - de keerzijde van het geheugen, het wonderland van Alice.
De "porseleinen roos" is geen vermomming maar de verstarde blik uit een ander heden, waarvan de betekenis niet kan gelezen worden binnen de herinnering van ons weten, maar uit het bewustzijn en de emotie van een materie.
En zo is ieder object - iedere vorm, in de perfectie van het artificiële een bron van nieuwe herkenning. Ongenaakbaar in haar schriftuur wordt de impertinentie van het beeld soms onverdraaglijk maar zo indringend, dat onze nieuwsgierigheid zich deze nieuwe identiteit wil eigen maken om de verbeten dialoog tussen vorm en vlak, tussen kleur en materie te begrijpen. We ervaren deze fysische présence als de aankondiging van een passage die ons het inzicht zal geven.
In de verwarring van denken trachten we de beelden op te roepen en er deze nieuwe betekenis aan te verlenen, maar de overgang naar het "jenseits" gebeurt niet langs deze weg. We moeten de snede van de vervreemding onvoorwaardelijk aanvaarden zoals de spiegel van een nieuwe onverwachte taal, waarin het wonderland herkenbaar wordt.
Mevrouw dra. Phil Mertens (1928-1989) was hoofd van de afdeling hedendaagse kunst van de Koninklijke Musea voor Schone Kunsten).